# 小行星6915
小行星6915（英語：6915）是一颗围绕太阳公转的小行星。1992年4月30日，串田嘉男、村松修在八之岳发现了此天体。
这颗小行星的绝对星等为117.1669007483768等。